# Ampedus uteanus
Ampedus uteanus là một loài bọ cánh cứng trong họ Elateridae. Loài này được Van Dyke miêu tả khoa học năm 1932.